# Mihăilești
Mihăilești is een stad (oraș) in het Roemeense district Giurgiu. De stad telt 7483 inwoners (2002).